# Paolo Petitti
Paolo Petitti (Latina, 13 novembre 1966) è un ex calciatore italiano, di ruolo difensore.

## Carriera
Ha disputato 5 campionati di Serie B dal 1985 al 1990 con le maglie di Perugia e Messina, per complessive 123 presenze ed una rete.